# Richard Fischer (Politiker, 1870)
Richard Fischer (* 12. Dezember 1870 in Lonnewitz; † 31. Januar 1926 in Saalfeld) war ein deutscher Gewerkschafter und Politiker (SPD).

## Leben und Beruf
Nach dem Besuch der Volksschule absolvierte Fischer von 1885 bis 1888 eine Lehre als Korbmacher. Seit 1909 arbeitete er als Kohlenhändler in Saalfeld. Daneben betätigte er sich gewerkschaftlich und war von 1898 bis 1914 Vorsitzender des Saalfelder Gewerkschaftskartells.

## Politik
Fischer trat während der Zeit des Deutschen Kaiserreiches in die Sozialdemokratische Partei Deutschlands (SPD) ein und war von 1909 bis 1918 Landtagsabgeordneter im Landtag des Herzogtums Sachsen-Meiningen. Nach der Novemberrevolution war er von 1919 bis 1920 Landtagsabgeordneter im Freistaat Sachsen-Meiningen. Gleichzeitig gehörte er dem Volksrat für Thüringen an. Im Anschluss an die Bildung des Landes Thüringen war er von 1921 bis 1924 Mitglied des dortigen Landtages.